# Washington (Missouri)
Washington è una città sul fiume Missouri nella contea di Franklin (Missouri), negli Stati Uniti d'America.
La sua popolazione ammonterebbe a 21.200 abitanti secondo le stime del censimento 2010.
È particolarmente nota per la sua produzione di pipe di pannocchia (dal 1869 vi ha sede la Missouri Meerschaum Company, principale produttrice mondiale di questo singolare tipo di pipa).

## Geografia fisica
Il territorio comunale si estende su 23,4 km² di superficie, di cui 22,1 occupati da terre e solo 1,3 km² coperti dalle acque (sostanzialmente il fiume Missouri). Il clima è di tipo continentale, con primavere ed estati umide (in cui cade la maggior parte delle precipitazioni: una media annuale di 16,5 cm concentrate in pochi giorni), autunni ed inverni relativamente secchi. La neve non è rara, ma non così abbondante come negli stati settentrionali del Midwest.

## Storia
Il primo insediamento risalirebbe all'epoca del vicereame della Nuova Spagna e del distretto amministrativo della Louisiana (1764-1803), nei pressi del fortino spagnolo di San Juan del Misuri (1796–1803), sulla sponda sinistra dell'omonimo corso d'acqua. Passato poi quel territorio ai francesi con il terzo trattato di San Ildefonso (1800) e da questi venduto agli Stati Uniti con l'acquisto della Louisiana (1803), l'insediamento fu conosciuto con il nome inglese di Saint John finché nel 1839 non assunse l'attuale denominazione in onore di George Washington (così come il nome della contea fu scelto in omaggio a Benjamin Franklin).
Già gli spagnoli comunque avevano favorito il trasferimento di coloni statunitensi nella zona e il celebre esploratore e veterano della guerra d'indipendenza americana colonnello Daniel Boone era giunto nel Missouri nel 1795, stringendo con le autorità spagnole un accordo nel 1799 per portare nell'alta Louisiana un centinaio di famiglie dal Kentucky e dalla Virginia. John Long, un veterano suo compagno d'armi, ottenne un'ampia concessione di terreni nella zona, una piccola parte dei quali fa tuttora parte della città di Washington e ne rappresenta così il primo insediamento ufficialmente registrato.